# Year of the Dragon (singel Machine Head)
Year of the Dragon – singel zespołu Machine Head wydany w 1999 roku. Utwory 2-4 nagrane 15 września 1999 roku w Webster Hall, Hartford.

## Twórcy
- Robb Flynn - gitara elektryczna, śpiew
- Ahrue Luster - gitara elektryczna
- Adam Duce - gitara basowa
- Dave McClain - perkusja

## Lista utworów
1. "The Blood, The Sweat, The Tears" - 4:05
2. "Desire for Fire" (wersja live) - 4:39
3. "The Blood, The Sweat, The Tears" (wersja live) - 4:09
4. "From This Day" (wersja live) - 4:31
5. "New Resistance" (wersja demo) - 4:50